# Déry Mária (színművész, 1933–1988)
Déry Mária névvariáns: Déri Mária; Déry Mária B.; Buday Déry Mária (Mohács, 1933. június 5. – Baja, 1988. május 2.) magyar színésznő.

## Életpályája
Mohácson született, 1933. június 5-én. 1955-től az egri Gárdonyi Géza Színházban indult színészi pályája. 1959–től a Békés Megyei Jókai Színházhoz szerződött. 1967–1973 között a debreceni Csokonai Színház színésznője volt. 1973-tól haláláig, kisebb megszakításokkal a Szegedi Nemzeti Színház társulatának tagja volt.
Drámák hősnőiként és zenés darabok szubrett-, naiva szerepekörben voltak jelentős feladatai, sikeres alakításai.

## Fontosabb színházi szerepeiből
- William Shakespeare: Szentivánéji álom... Heléna
- Friedrich Schiller: Ármány és szerelem... Lujza
- Anton Pavlovics Csehov: Három nővér... Natalja
- Tennessee Williams: Orpheus alászáll... Eva Temple
- Friedrich Dürrenmatt: Az öreg hölgy látogatása... Ottilia, Ill leánya
- Arthur Miller: A salemi boszorkányok... Sarah Good
- Jean Anouilh: Öt perc boldogság... Isabelle
- Victor Hugo: A királyasszony lovagja... Albuquerque hercegnő; Casilda
- Alexandre Dumas: A kaméliás hölgy... Olympe
- Mark Twain: Koldus és királyfi... Anya; Vádlottnő
- Louis Velle: Randevú Párizsban, avagy Szenteltvíz és kokain... Nicolette
- Mona Brand: Hamilton család... Jill Ramsay
- Jacques Deval: A potyautas... Barbara
- William Somerset Maugham: Imádok férjhez menni... Mrs. Shuttlerworth
- Brandon Thomas: Charley nénje... Donna Lucia d`Alvadorez, Charley nénje
- Peter Hacks: A lobositzi csata... Libussa
- Vratislav Blažek: Mesébe illik... Dizőz
- Jiří Brdečka: Limonádé Joe... Buffalo Bill özvegye, revüdirektrisz
- Madách Imre: Az ember tragédiája... Cluvia; Kéjhölgy
- Katona József: Bánk bán... Melinda; Izidóra
- Jókai Mór: A kőszívű ember fiai... Liedenwall Edith
- Szigligeti Ede: Liliomfi... Camilla; Erzsi
- Csiky Gergely: Nagymama... Tímár Karolin, a nőnevelő intézet tulajdonosa
- Bródy Sándor: A tanítónő... Kántorkisasszony
- Gárdonyi Géza: Ida regénye... Ella, Bogár úr leánya
- Molnár Ferenc: Liliom... Marika
- Heltai Jenő: A néma levente... Beatrix
- Heltai Jenő: Naftalin... Ilka
- Móra Ferenc: Mindenki Jánoskája... Mákné
- Sarkadi Imre: Elveszett paradicsom... Éva
- Németh László: Erzsébet-nap... Julcsa, Vargáné másik lánya
- Örsi Ferenc: A kapitány... A nővér
- Kertész Imre: Bekopog a szerelem... Kati, Kerekes lánya
- Kárpáti Aurél - Vajda László: Kőmíves Kelemen... Judit, Kelemen húga
- Abody Béla: Családi kör... Edit, Miltényi menye
- Dunai Ferenc: A nadrág... Berta
- Ságodi József: Majd az utánpótlás... Ica
- Taar Ferenc: Sírkő pántlikával... Botond Zsófi
- Bartos Ferenc – Baróti Géza: Mindent a mamáért... Erzsi, Lajos felesége
- Raffai Sarolta: Egyszál magam... Eta
- Simon Magda Százházas lakodalom... Piroska
- Gyárfás Miklós: Lángeszű szerelmesek... Dr. Oktáviusz Klára
- Mesterházi Lajos: Férfikor... Gizi
- Szakonyi Károly: Hongkongi paróka... Ilona
- Tabi László: A kalóz... Erzsi
- Schwajda György: Nincs tönné iskola... Vidor
- Benedek András – Karinthy Ferenc – Mikszáth Kálmán: A Noszty fiú esete Tóth Marival... Rozi, Velkovics leánya
- Róna Tibor – Litványi Károly – Romhányi József: Urak és elvtársak (kabaré)... szereplő
- Szántó Armand – Szécsén Mihály – Fjodor Mihajlovics Dosztojevszkij: Két férfi  az ágy alatt... Lizaveta, Demjonovics felesége
- Cserhalmi Imre: A reggel mindig visszatér... Kató, Zádor felesége
- Csizmarek Mátyás – Semsei Jenő – Nádassi László: Érdekházasság... Éva
- Csizmarek Mátyás: Apja lánya... Eszti
- Halász Rudolf: Szamárlétra... Rosita Rosetta, a PARADISO csillaga
- Juhász István: Tíz közül kilenc... Réka, Taródiék lánya
- Siegfried Geyer: Gyertyafénykeringő... Vali
- Michel André – Fényes Szabolcs – Szenes Iván: Lulu... Ella, Migrén felesége
- Sólem Aléchem – Joseph Stein – Jerry Bock: Hegedűs a háztetőn... Jente, házasságközvetítő
- Schönthan testvérek – Kellér Dezső – Szenes Iván: A szabin nők elrablása... Róza
- Innocent-Vincze Ernő – Kállai István – Horváth Jenő – Szenes Iván: Tavaszi Keringő... Piri
- Szirmai Albert – Bakonyi Károly – Gábor Andor: Mágnás Miska... Stefánia, Korláthy felesége
- Ábrahám Pál: Viktória... Riquette
- Fényes Szabolcs: Maya... Barbara
- Jacobi Viktor: Leányvásár... Bessy
- Lehár Ferenc: Luxemburg grófja... Juliette Vermont
- Lehár Ferenc: Víg özvegy... Valencienne, Zéta Mirkó felesége; Olga, Kromov felesége
- Berté Henrik – Franz Schubert: Három a kislány... Édi
- Kálmán Imre: Csárdáskirálynő... Stázi bárónő; Aranka
- Kálmán Imre: Montmartrei ibolya... Ninon
- Kálmán Imre: Marica grófnő... Lenke (Lidi szobalány)
- Kálmán Imre: A bajadér... Rosay
- Huszka Jenő: Lili bárónő... Illésházy Agatha grófnő
- Huszka Jenő: Mária főhadnagy... Lotti; Brigitta
- Hervé: Nebáncsvirág... Corinna; Fejedelemasszony
- Paul Burkhard: Tűzijáték... Karolina
- Abay Pál – Horváth Jenő: Szeress belém... Zsóka, a nem tipikus titkárnő
- Papp István: Árgyélus királyfi... Pancimanci
- Jevgenyij Lvovics Svarc: A sárkány... Harmadik barátnő
- Babay József: Három szegény szabólegény... Posztóné
- Leonyid Makszimovics Leonov: Aranyhintó... Dásenyka
- Vlagyimir Dihovicsnij – Nyikitin Bogoszlovszkij: Nászutazás... Olga
- Pavel Kohout: Ilyen nagy szerelem... Majka

## Filmek, tv
- Haladék (1980)